# Tyler Run
Tyler Run es un lugar designado por el censo ubicado en el condado de York en el estado estadounidense de Pensilvania. En el Censo de 2010 tenía una población de 1901 habitantes y una densidad poblacional de 766,16 personas por km².

## Geografía
Tyler Run se encuentra ubicado en las coordenadas 39°55′50″N 76°42′4″O / 39.93056, -76.70111. Según la Oficina del Censo de los Estados Unidos, Tyler Run tiene una superficie total de 2.48 km², de la cual 2.48 km² corresponden a tierra firme y (0%) 0 km² es agua.

## Demografía
Según el censo de 2010, había 1901 personas residiendo en Tyler Run. La densidad de población era de 766,16 hab./km². De los 1901 habitantes, Tyler Run estaba compuesto por el 94.27% blancos, el 3.42% eran afroamericanos, el 0.05% eran amerindios, el 1.21% eran asiáticos, el 0.05% eran isleños del Pacífico, el 0.05% eran de otras razas y el 0.95% pertenecían a dos o más razas. Del total de la población el 1.32% eran hispanos o latinos de cualquier raza.